# La piccola ninfa di mare
La piccola ninfa di mare (Malá mořská víla) o La piccola ninfa del mare, è un film del 1976 diretto da Karel Kachyňa.
Il soggetto è basato sulla fiaba La sirenetta di Hans Christian Andersen ed è parte di un ciclo di pellicole cecoslovacche tratte da fiabe, assieme a Cenerentola (1973), Come si svegliano le principesse (1977), Giulia e il mostro (1978) e Il principe e la stella della sera (1979).

## Trama
Le popolazioni acquatiche, capeggiate dal re di tutti i mari, hanno un atteggiamento ambivalente nei confronti degli esseri umani: da una parte li deprecano (e spesso li combattono) per il loro comportamento intrusivo nei confronti dell’ambiente marino, col loro costruire dighe ed argini, col loro catturare e mangiare pesci, e li disprezzano per le loro attitudini bellicose; dall’altra parte sono estremamente affascinati dagli abitanti della terra emersa, al punto da collezionare relitti ed oggetti appartenenti a navi affondate, e da improntare giochi infantili al mondo degli umani.
Durante un festeggiamento, come d’abitudine, alcuni abitanti del mare emergono per assistere ad un naufragio, che verosimilmente hanno anche provocato: la piccola ninfa, la prediletta fra le sei figlie del re del mare, si impietosisce e pone in salvo il principe del Reame del Sud, che era sulla nave, deponendolo, privo di sensi, sulla riva. Poi si allontana, vedendo arrivare degli umani di sesso femminile, una delle quali, notando il principe, gli si avvicina, mentre quegli apre gli occhi. Egli la crede la sua salvatrice, ma per circostanze varie, da allora in poi non si vedranno più.
Tornata nella sua residenza sottomarina, la piccola ninfa, ammaliata dal ricordo del principe che ha tratto in salvo, ed innamorata di lui, continua a procrastinare il proprio matrimonio combinato col re del Mare del Tramonto, destinato a diventare il futuro re di tutti i mari. La ninfa sottoscrive allora con la strega del mare, che prepara un’apposita pozione, un patto molto oneroso: ella avrebbe potuto recarsi sulla terraferma in tutto simile agli umani, per cercare di diventare la sposa del principe, ma, non ci fosse riuscita, sarebbe stata destinata a dissolversi come schiuma di mare, a meno che non avesse ucciso il principe e la sua eventuale consorte. Fra le altre clausole vessatorie c’era quella per cui la ninfa, una volta arrivata sulla terra emersa, avrebbe dovuto perdere la propria voce, per la quale caratteristica, col suo struggente canto, era nota.
I consiglieri del principe del Reame del Sud vogliono spingerlo a concludere in fretta un matrimonio con qualche principessa facoltosa, al fine di alleviare le difficili condizioni economiche dovute alle persistenti sventure marittime del reame. Ma il principe, durante una cerimonia volta a trovargli una sposa, ode, come già in occasione del suo naufragio, il canto della piccola ninfa: si allontana dal palazzo, e, giunto sulla riva del mare, trova la ninfa, appena emersa, adagiata sulla sponda.
Da allora il principe, che ha declinato ogni proposta matrimoniale, e la ninfa muta diventano inseparabili, e si parla già di matrimonio. Le risorse del Reame del Sud da allora si accrescono miracolosamente, con un vertiginoso aumento di ritrovamenti di preziosissime perle, e la ninfa, per amore, giunge addirittura a mangiare del pesce. Ma il principe non esita a rivelare alla ninfa che lei sarebbe solo una seconda scelta: egli è innamorato della giovane che crede lo abbia recuperato dal naufragio, e che non è più riuscito ad incontrare.
La ninfa chiede al padre di aiutarla a far sì che il principe dimentichi l’altra donna, l’umana, ed il re del mare le fa trovare, sulla riva, un pugnale, confermando così i vaticini della strega.
La ninfa si imbarca col principe alla volta di un regno vicino, per portare dei doni: la figlia del re di quel regno non è altri che la supposta salvatrice del principe, ed i due si confessano il mutuo amore.
Durante il viaggio di ritorno, la ninfa penetra nottetempo nell’alcova della nuova coppia, alza il pugnale, poi desiste dal duplice omicidio, e bacia il principe addormentato. Il mattino dopo non c’è traccia della piccola ninfa, ed il mare appare sorprendentemente ricco di schiuma.

## Produzione
La pellicola riprende abbastanza fedelmente la trama della fiaba di Andersen, ad eccezione della rappresentazione delle sirene, mostrate nel film come ninfe acquatiche anziché esseri metà umani e metà pesci. Inoltre, essendo il film prodotto nell'atea Unione Sovietica, non c'è riferimento alla speranza del paradiso, né la protagonista rinasce come spirito dell'aria, ma muore definitivamente, trasformandosi in fiori.
Le riprese si svolsero a Kladruby, Praga, alla cava di calcare Velkà Amerika per le scene lungo la riva del mare e alle rocce di Prachov per il regno sottomarino, mentre per la reggia del principe venne utilizzato il castello di Veltrusy.
Per i ruoli dei due protagonisti si era pensato inizialmente di ricomporre la coppia formata da Pavel Trávníček e Libuše Safránková in Cenerentola, ma il regista optò per la sorella di quest'ultima, Miroslava Safránková, affidando a Libuše il ruolo della principessa del regno vicino. Per il principe venne invece scelto Petr Svojtka, che aveva doppiato in precedenza proprio Pavel Trávníček nel ruolo del principe in Cenerentola.

## Distribuzione

### Date di uscita e titoli internazionali
- 12 novembre 1976 in Cecoslovacchia (Malá morská víla)
- 30 dicembre 1977 in Regno Unito (prima TV)
- 7 luglio 1978 in Germania dell'Est (Die kleine Meerjungfrau)
- agosto 1978 in Polonia (Mała syrenka)
- 25 aprile 1981 in Giappone (人魚姫, Ningyo hime)
- giugno 1982 in Italia (La piccola ninfa di mare)

### Edizione italiana
Il film è uscito in Italia nel giugno 1982. Il visto censura riporta il titolo La piccola ninfa di mare, mentre nei titoli di testa italiani il film è intitolato La piccola ninfa del mare. Nei manifesti il titolo è Piccola ninfa di mare - La sirenetta.

### Edizioni home video
In Italia il DVD del film è stato distribuito nel 2021 da A&R Productions con il titolo La piccola ninfa di mare.